# Papillaria pilifolia
Papillaria pilifolia är en bladmossart som beskrevs av C. Müller 1901. Papillaria pilifolia ingår i släktet Papillaria och familjen Meteoriaceae. Inga underarter finns listade i Catalogue of Life.